# Erik Balke
Erik Balke (* 7. November 1953 in Oslo) ist ein norwegischer Jazzmusiker (Saxophone), der auch als Leiter des Lille Frøen Saksofonkvartett hervorgetreten ist.

## Leben und Wirken
Balke ist der ältere Bruder des Jazzmusikers Jon Balke; er spielte seit Anfang der 1970er Jahre in der Rockjazz-Band Unis, 1973 und 1974 dann in Gruppen mit seinem Bruder, um dann eine Band mit Vidar Johansen zu leiten. Daneben war er in der Big Band der Universität Oslo aktiv, um dann von 1977 bis 1979 am Berklee College of Music in Boston zu studieren.
Balke kam zurück nach Norwegen und  gründete das Lille Frøen Saksofonkvartett mit Vidar Johansen, Arne Frang und Odd Riisnæs/Tore Brunborg/Olav Dale, das er bis 1989 leitete. Daneben war er Mitglied des Trios von Carl Morten Iversen (1980–81). Dann spielte er im Gambian/Norwegian Friendship Orchestra (1982) und bei Tamma, die mit Don Cherry und Ed Blackwell arbeiteten. Seit 1983 gehörte er zum Jazzpunkensemblet, weiterhin zu Oslo 13, zu Extended Noise (1983–94) und zu Position Alpha (1984–1986). Ferner arbeitete er mit Audun Kleive, Nils Petter Molvær, Torbjørn Sunde, Tore Brunborg und Bugge Wesseltoft.
Er war dann Vorsitzender der Foreningen norske jazzmusikere. Nach einem Aufenthalt in Berlin war er in Gruppen wie Baktruppen und  Ignore tätig.

## Diskographische Hinweise
- E'Olen (Mai Records, 1979), mit Pablo Guanio, Jon Balke, Miki N’Doye, Sveinung Hovensjø, Finn Sletten, Zahir Helge Linnaae
- Tamma Tamma with Don Cherry & Ed Blackwell (Odin Records, 1985), mit Finn Sletten, Miki N’Doye, Per Jørgensen, Sveinung Hovensjø
- Lille Frøen Saksofonkvartett 4 menn (Odin Records 1986)
- Oslo 13 Off Balance (Odin Records 1988)
- Stefan Döring, Erik Balke, Jørgen Knutsen Zehn – Die Audionauten im Druckhaus (Druckhaus Galrev, 1991)
- Miki N’Doye Orchestra Joko (ACT, 2002) mit Paolo Vinaccia, Bugge Wesseltoft, Solo Cissokho, Torbjørn Sunde, Jon Balke u. a.
- Ignore Happiness Not Yet Won (Acoustic Records 2006) mit Hanne Hukkelberg, Gaute Storsve, Kjetil Einarsen, Henning Sandsalen, Jonas Howden Sjøvaag